# Reggaeton
Reggaeton – gatunek muzyczny, będący połączeniem muzyki reggae z muzyką hip-hop i rap, powstały w Portoryko pod koniec lat 90. XX wieku. Jednocześnie o ile w hip-hopie i rapie podkład muzyczny stanowi tło do słów, w reggaetonie jest równie ważny co tekst. Elementem charakterystycznym reggaetonu jest syntezowany perkusyjny rytm, zwany Dem Bow, od utworu Shabba Ranks o tym samym tytule. Utwory są zwykle śpiewane lub rapowane po hiszpańsku.